# Computer aided engineering

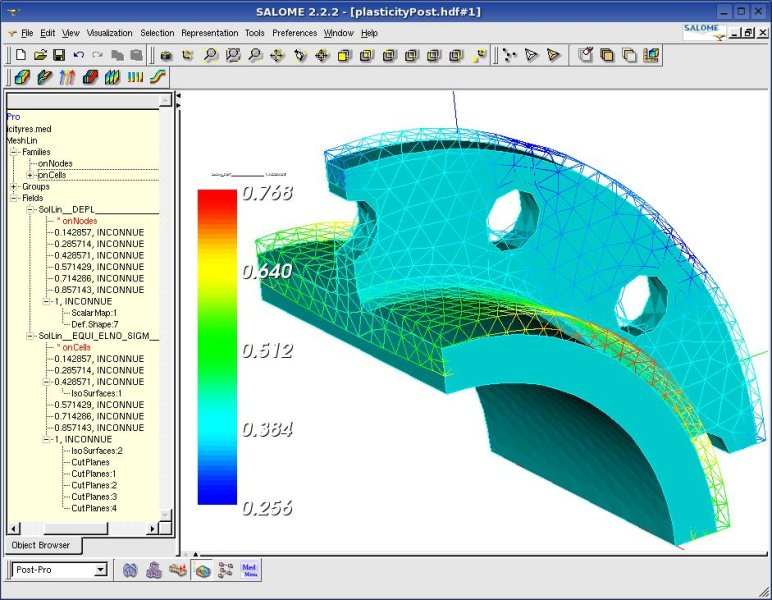
Nelineární statická analýza 3D struktury podrobené plastické deformaci

Computer aided engineering (CAE) je metoda využití počítačového softwaru k usnadnění inženýrské analýzy. Zahrnuje analýzy metodou konečných prvků (FEA), výpočetní dynamiku tekutin (CFD), soustavy mnoha těles (MBD) a optimalizaci.

## Přehled
Softwarové nástroje vyvinuté na podporu těchto aktivit se nazývají CAE nástroje. Používají se např. k analýze robustnosti a výkonnosti komponent a sestav. Termín CAE zahrnuje simulace, validace a optimalizace výrobků a výrobních nástrojů. Počítá se, že v budoucnu budou hlavním zdrojem informací pro práci návrhářských týmů právě CAE systémy. Computer-aided engineering se používá v mnoha oblastech, jako je např. automobilový průmysl, letectví, loďařský průmysl a vesmírný výzkum.
V informačních sítích se jednotlivé CAE systémy považují za jeden uzel na celkové informační síti a každý uzel může komunikovat s ostatními uzly v síti.
CAE systémy mohou také poskytovat podporu podnikům. Pro tento účel se využívá referenčních architektur a jejich schopnosti informačního náhledu na obchodní proces. Referenční architektura je základem, od kterého se modelují informace, zejména produktové a výrobní modely.
Termín CAE se v minulosti využíval také pro využití výpočetní techniky v inženýrství v širším smyslu, než jen pro inženýrské analýzy. Termín CAE vytvořil Jason Lemon, zakladatel SDRC, v 70. letech právě v této souvislosti. Tato definice je však dnes lépe známá pod pojmy CAx a PLM.

## Oblasti a fáze CAE
Do oblastí zahrnutých pod pojem CAE patří:
- Napěťově-deformační analýza součástí a sestav pomocí analýzy metodou konečných prvků (FEA)
- Tepelné a tokové analýzy výpočetní dynamiky tekutin (CFD)
- Soustavy mnoha těles (MBD) a Kinematika
- Analytické nástroje pro simulaci procesů pro odlévání, ražení a lisování.
- Optimalizace výrobku nebo procesu

Obecně se úkon v computer-aided engineering dělí na tři fáze:
- Pre-processing – definování modelu a faktorů prostředí, které se k němu vztahují (obvykle model vytvořený metodou konečných prvků, ale používají se mimo jiné i metody fasetové a voxelové)
- Řešení analýzy (obvykle se provádí na vysoce výkonných počítačích)
- Post-processing výsledků (pomocí vizualizačních nástrojů)

Tento cyklus se provádí v iteracích, často mnohonásobně, a to buď ručně, nebo s použitím komerčního optimalizačního software.

## CAE v automobilovém průmyslu
CAE nástroje jsou v automobilovém průmyslu velmi rozšířené. Jejich použití přineslo automobilkám snížení nákladů a času na vývoj produktu a zvýšení bezpečnosti, pohodlí a trvanlivosti vyráběných vozidel. Prediktivní schopnosti CAE nástrojů pokročily natolik, že se většina ověření návrhu provádí pomocí počítačové simulace místo testováním fyzického prototypu. I když CAE velmi pokročilo a je v oblasti strojírenství hojně používáno, fyzické testování je stále nutností. Používá se pro ověřování a aktualizaci modelu, pro přesnou definici zatížení a mezních podmínek a pro finální schválení prototypu.

## Budoucnost CAE v procesu vývoje výrobku
I když si CAE vybudovalo silnou reputaci jako nástroj pro ověřování, řešení problémů a analýzu, stále existuje názor, že dostatečně přesné výsledky přicházejí až poměrně pozdě v cyklu návrhu na to, aby mohly návrh skutečně ovlivnit. To může působit problémy, jelikož moderní výrobky jsou čím dál složitější. Sem patří např. smart systémy, které stále více vyžadují multi-fyzikální analýzy a kontrolní systémy, a obsahují nové lehké materiály, které inženýři ještě tolik neznají. CAE softwarové firmy a výrobci se neustále snaží zdokonalit své nástroje a procesy, aby tuto situaci změnili. Na straně softwaru se neustále snaží vyvíjet výkonnější řešitele, lépe využívat prostředky počítače a zahrnovat znalosti inženýrství v pre- a post-processingu. Na straně procesů se snaží dosáhnout lepší rovnováhy mezi 3D CAE, 1D systémovými simulacemi a fyzickými zkouškami. To by mělo zvýšit realismus modelování a rychlost výpočtu. K tomu se ještě snaží lépe integrovat CAE v celkovém managementu životního cyklu produktu. Mohou tak propojit návrh produktu s jeho využitím, což je pro smart produkty naprostou nutností. Tento proces rozšířeného inženýrství se také označuje jako analytika prediktivního inženýrství.